# Списак министара рада Србије
На овој страни налази се списак министара рада Србије.

## Република Србија (1991–сада)[1]
| Слика | Почетак мандата    | Крај мандата       | Име и презиме (година рођења и смрти) | Белешка | Странка                                                                         |
| ----- | ------------------ | ------------------ | ------------------------------------- | --- | ------------------------------------------------------------------------------- |
|       | 15. јануар 1991.   | 23. децембар 1991. | Бранка Јешић                          | министар рада и социјалне политике у влади Драгутина Зеленовића                                                    |                                                                                 |
|       | 23. децембар 1991. | 10. фебруар 1993.  |                                       | Влада Радомана Божовића                                                                                            |                                                                                 |
|       | 10. фебруар 1993.  | 24. март 1998.     | Јован Радић                           | министар за рад, борачка и социјална питања у влади Николе Шаиновића и првој влади Мирка Марјановића               | Социјалистичка партија Србије                                                   |
|       | 24. март 1998.     | 25. октобар 2000   | Томислав Миленковић                   | министар за рад, борачка и социјална питања у другој влади Мирка Марјановића                                       | Социјалистичка партија Србије                                                   |
|       | 25. октобар 2000.  | 3. март 2004.      | Гордана Матковић                      | министар за рад, борачка и социјална питања у влади Миломира Минића, влади Зорана Ђинђића и влади Зорана Живковића | Демократска опозиција Србије                                                    |
|       | 3. март 2004.      | 15. мај 2007.      | Слободан Лаловић                      | министар за рад и запошљавање и социјалну политику у првој влади Војислава Коштунице                               | Социјалдемократска партија                                                      |
|       | 15. мај 2007.      | 27. јул 2012.      | Расим Љајић                           | министар рада и социјалне политике у другој влади Војислава Коштунице                                              | Социјалдемократска партија Србије                                               |
|       | 27. јули 2012.     | 22. април 2014.    | Јован Кркобабић                       | Потпредседник владе и министар рада, запошљавања и социјалне политике у влади Ивице Дачића                         | Партија уједињених пензионера Србије                                            |
|       | 22. април 2014.    | 27. април 2014.    | Зоран Мартиновић                      | вршилац дужности министра рада, запошљавања и социјалне политике у влади Ивице Дачића                              |                                                                                 |
|       | 27. април 2014.    | 29. јун 2017.      | Александар Вулин                      | министар рада, запошљавања, борачких и социјалних питања у првој и другој влади А. Вучића                          | Покрет социјалиста                                                              |
|       | 29. јун 2017.      | 28. октобар 2020.  | Зоран Ђорђевић (политичар)            | Министар за рад, запошљавање, борачка и социјална питања у првој влади А. Брнабић                                  | Српска напредна странка                                                         |
|       | 28. октобар 2020.  | 26. октобар 2022.  | Дарија Кисић Тепавчевић               | Министар за рад, запошљавање, борачка и социјална питања у другој влади А. Брнабић                                 | Нестраначка личност до новембра 2021. Српска напредна странка од новембра 2021. |
|       | 26. октобар 2022.  | 1. мај 2024.       | Никола Селаковић                      | Министар за рад, запошљавање, борачка и социјална питања у трећој влади А. Брнабић                                 | Српска напредна странка                                                         |
|       | 2. мај 2024.       |                    | Немања Старовић                       | Министар за рад, запошљавање, борачка и социјална питања у влади Милоша Вучевића                                   | Српска напредна странка                                                         |